# Judo na Igrzyskach Afrykańskich 2023
Turniej judo na Igrzyskach Afrykańskich 2023 odbył się w dniach 12–15 marca 2024 roku w Akrze. Rywalizacja miała miejsce w Ga-Mashiae Hall w piętnastu konkurencjach.

## Klasyfikacja medalowa
| Miejsce | Państwo                          |    |    |    | Razem |
| ------- | -------------------------------- | -- | -- | -- | ----- |
| 1       | Tunezja                          | 6  | 4  | 6  | 16    |
| 2       | Algieria                         | 2  | 3  | 1  | 6     |
| 3       | Senegal                          | 1  | 2  | 1  | 4     |
| 4       | Egipt                            | 1  | 1  | 7  | 9     |
| 5       | Południowa Afryka                | 1  | 0  | 3  | 4     |
| 6       | Indywidualni neutralni sportowcy | 1  | 0  | 2  | 3     |
| 7       | Madagaskar                       | 1  | 0  | 1  | 2     |
| .       | Zambia                           | 1  | 0  | 1  | 2     |
| 9       | Gwinea                           | 1  | 0  | 0  | 0     |
| 10      | Kamerun                          | 0  | 3  | 2  | 5     |
| 11      | Wybrzeże Kości Słoniowej         | 0  | 1  | 1  | 2     |
| 12      | Mauritius                        | 0  | 1  | 0  | 1     |
| 13      | Republika Środkowoafrykańska     | 0  | 0  | 2  | 2     |
| 14      | Dżibuti                          | 0  | 0  | 1  | 1     |
| .       | Niger                            | 0  | 0  | 1  | 1     |
| .       | Nigeria                          | 0  | 0  | 1  | 1     |
| Razem   | Razem                            | 15 | 15 | 30 | 60    |

## Medaliści

### Mężczyźni
| Konkurencja:    | Złoto: | Srebro: | Brąz: |
| −60kg           | Leonardo Barros | Fraj Dhouibi | Adel Hamada Simon Zulu |
| −66kg           | Steven Mungandu | Aziz Harbi | Jason Zacko Ngawili Kais Moudetere |
| −73kg           | Alaeddine Ben Chalbi | Wail Ezzine | Rodrigo Fernando Aden-Alexandre Houssein |
| −81kg           | Abdelrahman Mohamed | Omar Mahmoud | Timothy Meuwsen Abdoul Kader Boubacar Adamou |
| −90kg           | Abdelaziz Ben Ammar | Abderahmane Diao | Yassine Kouraichi Ali Hazem |
| −100kg          | Koussay Ben Ghares | Abdellah Fala | Koffi Krémé Kobena Karim Ibrahim |
| Ponad 100kg     | Mohamed El Mehdi Lili | Mbagnick Ndiaye | Wahib Hdiouech Mohamed Aborakia |
| Drużynowo Mikst | Tunezja · Aziz Harbi · Alaeddine Ben Chalbi · Abdelaziz Ben Ammar · Yassine Kouraichi · Koussay Ben Ghares · Wahib Hdiouech · Chaima Sidaoui · Mariem Jmour · Ons Romdhani · Maram Jmour · Sarra Mzougui · Zeineb Troudi | Algieria · Kais Moudetere · Wail Ezzine · Aghiles-Imad Benazoug · Abdelhamid Zmit · Mohamed El Mehdi Lili · Abdellah Fala · Faïza Aissahine · Zina Bouakache · Amina Belkadi · Dyhia Benchallal · Louiza Ichallal | Kamerun · Céline Baba Matia · Zita Ornella Biami · Georgika Wesly Djengue · Audrey Etoua · Enzy Kom Teddy · Vladimir Ngueya Naheu · Richelle Soppi Mbella · Franck Tahman Zan · Egipt · Adel Hamada · Karim Elhagar · Ali Hazem · Zeyad Ayman · Mohamed Aborakia · Hady Hussein · Tassnim Roshdy · Haneen Altaeb · Fatma Ghanem · Farida Magdy · Safa Soliman · Farah Sharaf |

### Kobiety
| Konkurencja: | Złoto:                       | Srebro:                      | Brąz:                                    |
| −48kg        | Oumaima Bedioui              | Priscilla Morand             | Natacha Razafindrakalo Geronay Whitebooi |
| −52kg        | Rahma Tibi                   | Marie Céline Baba Matia      | Franca Audu Charné Griesel               |
| −57kg        | Jasmine Martin               | Zouleiha Abzetta Dabonne     | Chaima Sidaoui Mariem Jmour              |
| −63kg        | Amina Belkadi                | Audrey Jeannette Etoua Biock | Nadia Guimendego Ons Romdhani            |
| −70kg        | Aina Laura Rasoanaivo Razafy | Zita Ornella Biami           | Maram Jmour Farida Magdy                 |
| −78kg        | Marie Branser                | Arij Akkab                   | Aya Gaballa Georgika Wesly Djengue Moune |
| Ponad 78kg   | Monica Sagna                 | Sarra Mzougui                | Georgette Sagna Crislayn Rodrigues       |